# Wringin (plaats)
Wringin is een bestuurslaag in het regentschap Bondowoso van de provincie Oost-Java, Indonesië. Wringin telt 7915 inwoners (volkstelling 2010).